# Ottermeer
Das Ottermeer ist ein künstlich angelegter See im ostfriesischen Wiesmoor, Landkreis Aurich, Niedersachsen.

## Beschreibung
Das Ottermeer besitzt eine Fläche von etwa 13 Hektar und in Nord-Süd-Richtung eine Länge von etwa 770 m. Das Wasser ist im Durchschnitt 2 m tief. Der See ist von einer Hochmoorlandschaft umgeben; entsprechend ist das Wasser braun getrübt. Im See kommen Hechte, Zander und Aale vor. Am südlichen Ende befindet sich eine kleine Insel.
Der See verfügt am Nordufer über einen Sandstrand und wird als Badesee genutzt. Auf dem See kann gesurft werden. Es gibt einen Bootshafen und einen Verleih für Tretboote und Kajaks. Einmal im Jahr findet ein 6-Stunden-Lauf um den See statt. Das Gewässer entstand durch den Abbau von Torf in den 1970er Jahren. Das ausführende Unternehmen war Bohlen & Doyen. Der ursprüngliche Moorsee Ottermeer lag nordwestlich im Bereich der Moortümpel im heutigen Landschaftsschutzgebiet. Dieser Bereich wird heute nicht mehr drainiert.
An den See nördlich angrenzend eröffnete die Stadt Wiesmoor zu Ostern 2001 einen Campingplatz von etwa 7 ha Größe.

## Galerie

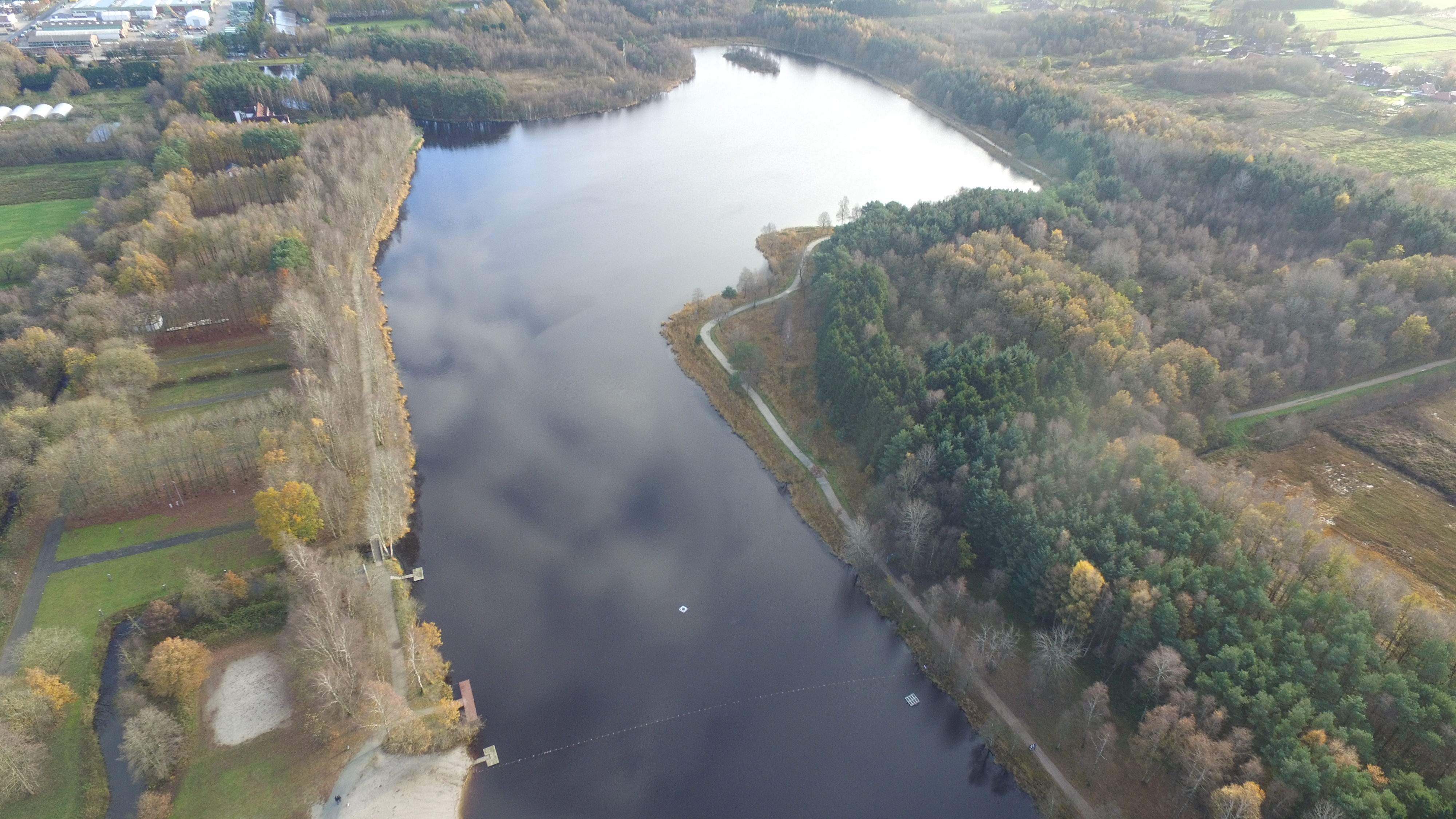
Südlicher Teil Ottermeer aus 100 m Höhe
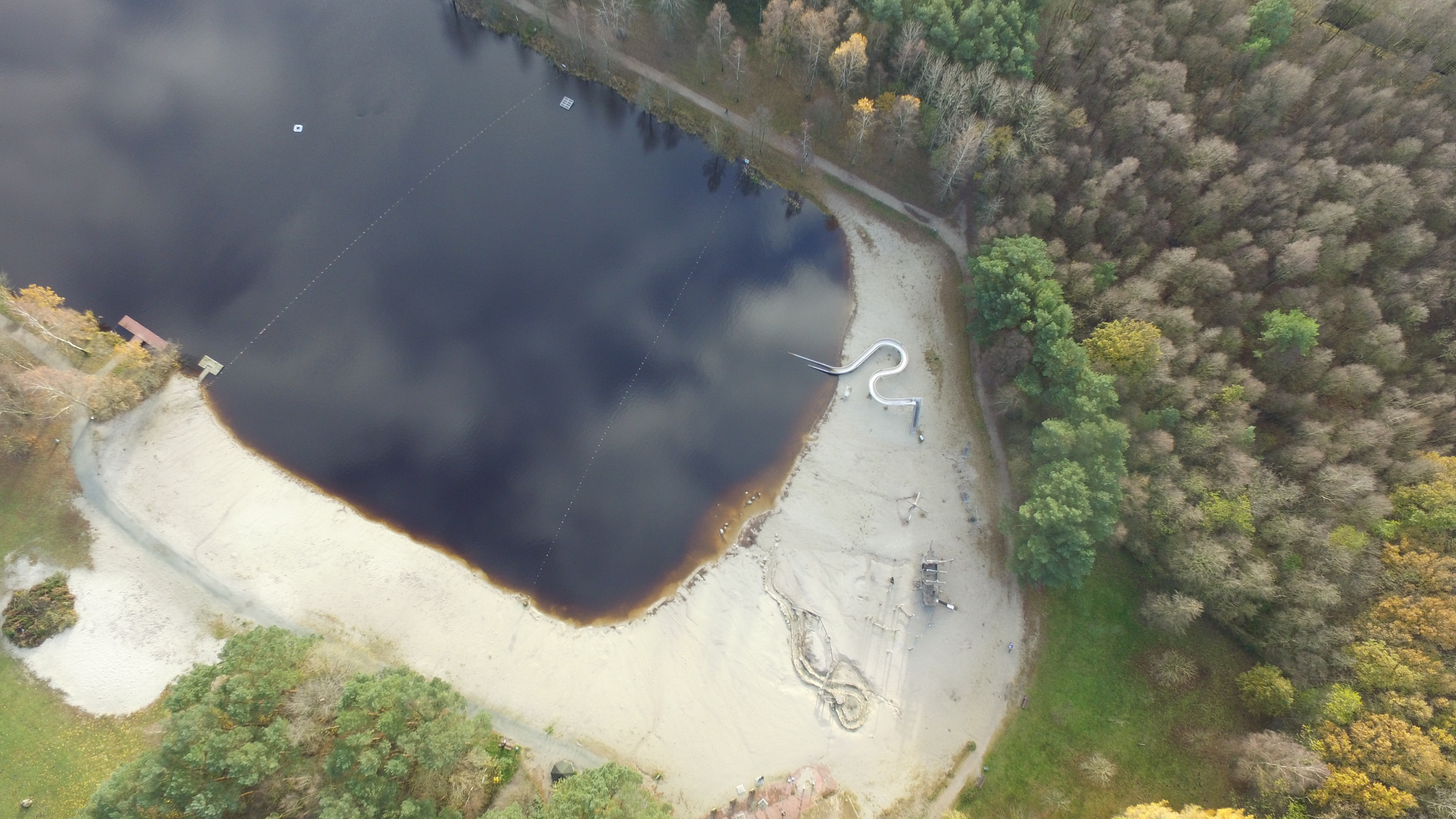
Ottermeer Badestrand